# Bernard Rhodes
Bernard Rhodes es el mánager de la banda punk británica The Clash. Bernie cumplió un rol importante en la formación del grupo en 1976 pero fue expulsado por los integrantes en 1978. En 1981 fue contratado nuevamente y se mantuvo en el cargo hasta la disolución de The Clash en 1986. A Bernard se le acredita conjuntamente con Joe Strummer la composición de todos los temas de Cut the Crap, el último álbum de la banda y el peor visto por la crítica y los seguidores.
Además de su participación en The Clash, Rhodes representó a London SS en 1976 y a Subway Sect y The Specials durante 1979. Con relación a esto último, The Specials le dedica la introducción a su tema "Gangsters" (donde dice "Bernie Rhodes knows don't argue") como referencia a su ayuda para recuperar unos instrumentos injustamente confiscados en un hotel de París.
Finalmente, Bernie también fue responsable de proponer a John Lydon (Johnny Rotten) como cantante de Sex Pistols, la banda que por ese entonces estaba planeando su colega y amigo Malcolm McLaren.
En una entrevista televisiva Joe Strummer, el vocalista de The Clash, irónicamente, dijo: "él inventó el punk".